# Kamifukumoto Naoto
Naoto Kamifukumoto (上福元直人 Kamifukumoto, Naoto, sinh ngày 17 tháng 11 năm 1989) là một cầu thủ bóng đá người Nhật Bản, thi đấu cho Tokyo Verdy ở vị trí thủ môn.

## Sự nghiệp
Sau 4 năm tại Đại học Juntendo, Kamifukumoto trở thành cầu thủ chỉ định đặc biệt, và ra sân thường xuyên cho Oita Trinita năm 2012. Anh được cho mượn đến FC Machida Zelvia, but he never had a chance to play as a professional athlete đến năm 2015.
Trong mùa giải đầu tiên, anh có 9 lần ra sân. Không may, Oita Trinita xuống chơi tại J3 League. Cầu thủ thần tượng của anh là Iker Casillas.

## Thống kê câu lạc bộ
Cập nhật đến ngày 23 tháng 2 năm 2018.
| Thành tích câu lạc bộ | Thành tích câu lạc bộ | Thành tích câu lạc bộ | Giải vô địch | Giải vô địch | Cúp                   | Cúp                   | Tổng cộng | Tổng cộng |
| Mùa giải              | Câu lạc bộ            | Giải vô địch          | Số trận      | Bàn thắng    | Số trận               | Bàn thắng             | Số trận   | Bàn thắng |
| Nhật Bản              | Nhật Bản              | Nhật Bản              | Giải vô địch | Giải vô địch | Cúp Hoàng đế Nhật Bản | Cúp Hoàng đế Nhật Bản | Tổng cộng | Tổng cộng |
| --------------------- | --------------------- | --------------------- | ------------ | ------------ | --------------------- | --------------------- | --------- | --------- |
| 2012                  | Oita Trinita          | J2 League             | 0            | 0            | -                     | -                     | 0         | 0         |
| 2012                  | Oita Trinita          | J1 League             | 0            | 0            | 0                     | 0                     | 0         | 0         |
| 2013                  | Machida Zelvia        | JFL                   | 0            | 0            | -                     | -                     | 0         | 0         |
| 2014                  | Oita Trinita          | J2 League             | 0            | 0            | 0                     | 0                     | 0         | 0         |
| 2015                  | Oita Trinita          | J2 League             | 8            | 0            | 1                     | 0                     | 9         | 0         |
| 2016                  | Oita Trinita          | J3 League             | 19           | 0            | 2                     | 0                     | 21        | 0         |
| 2017                  | Oita Trinita          | J2 League             | 38           | 0            | 0                     | 0                     | 38        | 0         |
| Tổng                  | Tổng                  | Tổng                  | 65           | 0            | 3                     | 0                     | 68        | 0         |